# Янголи над Бродвеєм (фільм, 1940)
Янголи над Бродвеєм (англ. Angels Over Broadway) — нуар 1940 року з Дугласом Фербенксом-молодшим, Рітою Гейворт, Томасом Мітчеллом та Джоном Кваленом. Бен Гехт написав сценарій до фільму, який був номінований на Оскар за найкращий оригінальний сценарій. Він також спродюсував та поставив стрічку разом з Лі Гармсом.
Фербенкс-молодший допоміг переконати Гаррі Кона з Columbia Pictures профінансувати стрічку. Кон посприяв участі у стрічку Ріти Гейворт: для неї це була перша головніа роль в картині А-класу. «Кон не міг зрозуміти, про що йдеться в цьому фільмі, але ми також не могли цього зрозуміти», — розповідав Фербенкс-молодший.

## Сюжет
Білл О'Брайен — нью-йоркський шахрай, який знаходиться у пошуках людини з грошима, яку можна обдурити. У нічному клубі він знаходить Чарльза Енгла, чоловіка який знаходиться на межі самогубства після того, як заборгував величезну суму грошей.
Білл, вирішивши, що Чарльз має купи грошей, планує обдурити його. Він переконує одну з шоу-дівчат у клубі Ніну Барону, допомогти затягти Чарльза, у гру в покер. Організатором гри є гангстер на ім'я Датч Енрайт, якому Білл винен гроші. При цьому Білл не знає, що у Чарльза нема грошей, а борг він повинен сплатити до 6 ранку, інакше людина, якої він винен гроші, звернеться у поліцію.
Ще один розчарований чоловік у клубі, п'яний драматург Джин Гіббонс, дізнається про нещастя Чарльза, коли випадкового знаходить його передсмертну записку. Джин вирішує змінити долю Чарльза, та врятувати його життя.

## У ролях
- Дуглас Фербенкс-молодший — Білл О'Брайен
- Ріта Гейворт — Ніна Барона
- Томас Мітчелл — Джин Гіббонс
- Джон Квален — Чарльз Енгл
- Джордж Воттс — Джозеф Гоппер
- Ральф Теодор — Датч Енрайт
- Едді Фостер — Луї Артіно
- Джек Ропер — Едді Бернс
- Констанция Ворт — Сільвія Марбе